# Ищенко, Анатолий Александрович
Анатолий Александрович Ищенко (род. 25 мая 1948 года, Краснодар) — российский химик, доктор химических наук, профессор по специальности физическая химия, специалист в области строения и ультрабыстрой структурной динамики вещества, нанотехнологий, синтеза и анализа функциональных наноматериалов. Заведующий кафедрой аналитической химии им. И. П. Алимарина МИРЭА — Российского технологического университета, Института тонких химических технологий им. М. В. Ломоносова.

## Биография[1]
В 1971 году окончил химический факультет Московского государственного университета им. М. В. Ломоносова; в 1974 году окончил обучение в аспирантуре химического факультета Московского государственного университета им. М. В. Ломоносова. В 1974 году защитил кандидатскую диссертацию, в 1990 году — докторскую диссертацию по специальности «02.00.04 Физическая химия». В 1994 году присвоено звание профессора по специальности физическая химия. С 1974 по 1998 год являлся сотрудником кафедры физической химии химического факультета Московского государственного университета им. М. В. Ломоносова. С 1998 г. по настоящее время является заведующим кафедрой аналитической химии имени И. П. Алимарина МИРЭА — Российского технологического университета.

## Научная и профессиональная деятельность
Основное направление научной деятельности — разработка методов исследования ультрабыстрой структурной динамики вещества, разработка экспериментальной техники ультрабыстрой дифракции электронов и просвечивающей электронной микроскопии, изучение структурной динамики переходного состояния химических реакций в связанном пространственно-временном континууме, создание функциональных наноматериалов.
Основные научные результаты: предложен и разработан метод исследования сверхбыстрой структурной динамики свободных молекул и конденсированного вещества, метод диагностики когерентной динамики ядер систем, возбужденных в лазерном поле; томографического восстановления молекулярного квантового состояния при дифракции электронов с временным разрешением. Работы А. А. Ищенко и его коллег из России и США создали основу и привели к формированию новой области науки — фемтохимии или когерентной структурной динамики. В дальнейшем разработанные подходы привели к созданию методов сверхбыстрой дифракции электронов, электронной кристаллографии и нанокристаллографии, сверхбыстрой просвечивающей электронной микроскопии.
Разработан метод направленного формирования спектральных свойств УФ-защитных и фотолюминесцентных функциональных материалов на основе нанокристаллического кремния. Предложен новый метод получения нанокремния, эмульсионных и ряда полимерных УФ — защитных и фотолюминесцентных материалов на его основе, биометок на основе квантовых точек нанокремния для медицинской диагностики.
А. А. Ищенко является автором и соавтором 322 публикаций, 26 патентов, 7 монографий и 3 учебников.
Подготовлено 14 кандидатов наук и 1 доктор физико-математических наук.
Главный редактор журнала «Геометрия и графика», член редколлегии журналов «Polymer Research Journal», «Current Chinese Science (Nanotechnology)», «Вестник технологического университета», «Тонкие химические технологии».
Председатель диссертационного совета Д212.131.10 Института тонких химических технологий им. М. В. Ломоносова, МИРЭА — Российского технологического университета, член диссертационного совета Д212.131.02 МИРЭА — Российского технологического университета.

## Основные публикации

### Монографии
- А. А. Ищенко, Г. В. Фетисов, Л. А. Асланов «Нанокремний: свойства, получение, применение, методы исследования и контроля», М.: ФИЗМАТЛИТ, 2012. — 648 с. — ISBN 978-5-9221-1369-4
- А. А. Ищенко, Г. В. Гиричев, Ю. И. Тарасов «Дифракция электронов», М.: ФИЗМАТЛИТ, 2013. — 616 c. — ISBN 978-5-9221-1447-9
- A.A. Ischenko, S.A. Aseyev «Time-resolved Electron Diffraction for Chemistry, Biology and Materials Science», Elsevier (San Diego, USA), 2014. — 274 P. — ISBN 978-0-12-800145-5
- A.A. Ischenko, G.V. Fetisov, L.A. Aslanov «Nanosilicon: properties, synthesis, applications, methods of analysis and control», Cambridge International Science Publishing, Taylor&Francis (CRC), London-NewYork, 2015. — 713 p. ISBN 978-1-4665-9422-7
- А. А. Ищенко «Структура и динамика свободных молекул и конденсированного вещества», М.: ФИЗМАТЛИТ, 2018. — 656 c. — ISBN 978-5-9221-1799-9
- А. А. Ищенко, Г. В. Фетисов, С. А. Асеев «Структурная динамика», М.: ФИЗМАТЛИТ, 2021 (в двух томах). Т. 1 — 478 с., ISBN 978-5-9221-1936-8; Т. 2 — 456 с. — ISBN 978-5-9221-1937-5
- А. А. Ищенко, Г. В. Фетисов, С. А. Асеев «Методы диагностики ультрабыстрой структурной динамики вещества», М.: ФИЗМАТЛИТ, 2022. — 520 с. + цв. вкл. 56 с. — ISBN 978-5-9221-1929-0

### Учебники
В 2004 году под редакцией А. А. Ищенко и в соавторстве с коллективом сотрудников кафедры аналитической химии МИТХТ издан учебник для средних специальных учебных заведений химико-технологического профиля «Аналитическая химия» (двенадцатое дополненное и переработанное издание вышло из печати в 2021 году):
- Аналитическая химия / Под ред. проф. А. А. Ищенко. М.: Академия, 2017. — 480 с. — ISBN 978-5-4468-5714-2

В 2010 году в издательстве Академия под редакцией А. А. Ищенко и в соавторстве с коллективом преподавателей ВУЗов и сотрудников институтов РАН вышел учебник «Аналитическая химия и физико-химические методы анализа» в двух томах для химико-технологических специальностей ВУЗов (в 2014 году вышло третье издание):
- Аналитическая химия и физико-химические методы анализа. В 2 т. / Под ред. проф. А. А. Ищенко. М.: Академия, Т. 1, 2010. — 352 с. — ISBN 978-5-7695-5816-0
- Аналитическая химия и физико-химические методы анализа. В 2 т. / Под ред. проф. А. А. Ищенко. М.: Академия, Т. 2, 2010. — 416 с. — ISBN 978-5-7695-5818-4

В 2020 и 2021 году под редакцией А. А. Ищенко и в соавторстве с коллективом преподавателей ВУЗов и сотрудников институтов РАН опубликован учебник «Аналитическая химия» в 3-х томах для бакалавров и магистров, обучающихся по специальности «Химическая и биотехнология»:
- Аналитическая химия. В 3-х томах. Том 1. Химические методы анализа / Под ред. проф. А. А. Ищенко. — М.: ФИЗМАТЛИТ, 2019. — 456 с. — ISBN 978-5-9221-1863-7
- Аналитическая химия. В 3-х томах. Том 2. Часть 1. Инструментальные методы анализа / Под ред. проф. А. А. Ищенко. — М.: ФИЗМАТЛИТ, 2019. — 472 с. — ISBN 978-5-9221-1866-8
- Аналитическая химия. В 3-х томах. Том 3. Часть 2. Инструментальные методы анализа / Под ред. проф. А. А. Ищенко. — М.: ФИЗМАТЛИТ, 2020. — 505 с. — ISBN 978-5-9221-1867-5

В 2024 году под редакцией А. А. Ищенко и в соавторстве с коллективом сотрудников кафедры аналитической химии Института тонких химических технологий имени М.В. Ломоносова, МИРЭА-Российского технологического университета, сотрудников ГЕОХИ имени В.И. Вернадского РАН и Института биоорганической химии имени М.М. Шемякина и Ю.А. Овчинникова РАН издан учебник для средних специальных учебных заведений химико-технологического профиля «Аналитическая химия»:
- Учебник для студ. учреждений сред. проф. образования: в 2 частях. Часть 1 / Под ред. проф. А.А. Ищенко. — М.: Образовательно-издательский центр «Академия», 2024. — 256 с. — ISBN 978-5-0054-1592-9
- Учебник для студ. учреждений сред. проф. образования: в 2 частях. Часть 2 / Под ред. проф. А.А. Ищенко. — М.: Образовательно-издательский центр «Академия», 2024. — 288 с. — ISBN 978-5-0054-1593-6

## Награды
- Почетный работник Высшего Профессионального Образования Российской Федерации, 2008 г.
- В 2011 году награжден Главной Международной премией MAIK Interperiodica за монографию «Нанокремний: свойства, получение, применение, методы исследования и контроля» (совместно с Г. В. Фетисовым и Л. А. Аслановым).
- Лауреат премии Правительства Российской Федерации в области образования, 2017 год (совместно с Ю. А. Ефимовой и И. Ю. Ловчиновским) [3].
- Лауреат Международной премии имени Б. Мез-Штарк за выдающийся вклад в структурную химию и молекулярную спектроскопию высокого разрешения (2019 г.).
- Золотые имена высшей школы Российской Федерации в номинации: за вклад в науку и образование, 2021 г.
- Distinguished Scientist Award on Engineering, Science and Medicine 2021. International Science Awards (INSO)